# بول إليوت (لاعب كرة قدم)
بول إليوت (بالإنجليزية: Paul Elliott)‏ مواليد 18 مارس 1964 في لندن، إنجلترا، هو لاعب كرة قدم إنجليزي دولي سابق كان يلعب كمدافع. لعب خلال مسيرته 303 مباريات سجل خلالها 18 هدفاً.

## المسيرة الاحترافية

### أندية لعب لها
- نادي تشارلتون أتلتيك
- نادي لوتون تاون
- أستون فيلا
- نادي بيزا
- نادي سلتيك
- تشيلسي